# Sohanî, Bilopillea
Sohanî (în ucraineană Сохани) este un sat în orașul raional Bilopillea din regiunea Sumî, Ucraina.

## Demografie
Componența lingvistică a localității Sohanî
     Ucraineană (100%)
Conform recensământului din 2001, toată populația localității Sohanî era vorbitoare de ucraineană (100%).